# Warriors of Might and Magic
Warriors of Might and Magic is een computerspel uit 2000. Het is een RPG die zich afspeelt in het fictieve Might and Magic universum.

## Verhaal
Het spel draait om de gevangengenomen soldaat Alleron. Hij wordt evan beschuldigd een dodenbezweerder (necromancer) te zijn. Hij wordt in de put van de beschuldigden (Pit of the Accused) gegooid met enkel een botknuppel en een schild. Als hij erin slaagt te overleven zal dat zijn onschuld bewijzen.
Het spel is in veel opzichten gelijk aan Crusaders of Might and Magic, maar bevat meer actie.

## Ontvangst
| Beoordeeld door | Platform      | Jaar | Score |
| --------------- | ------------- | ---- | ----- |
| Gamer's Pulse   | PlayStation 2 | 2001 | 85%   |
| PSX Nation      | PlayStation   | 2001 | 74%   |
| Meristation     | PlayStation   | 2001 | 70%   |
| IGN             | PlayStation   | 2001 | 50%   |
| Game Revolution | PlayStation 2 | 2001 | 50%   |
| All Game Guide  | PlayStation   | 2000 | 40%   |
| Jeuxvideo.com   | PlayStation 2 | 2001 | 40%   |
| GameSpot        | PlayStation 2 | 2001 | 36%   |
| Super Play      | PlayStation   | 2001 | 30%   |
| PSM             | PlayStation 2 | 2001 | 20%   |